# 西田泰民
西田 泰民（にしだ やすたみ、1959年1月30日 - ）は、日本の考古学者。新潟県立歴史博物館専門研究員（シニアリサーチャー）。

## 経歴
1959年1月30日、東京都出身。1981年、東京大学を卒業。1986年、東京大学文学部助手。1990年、(財)古代學協会・古代學研究所研究員。1997年、新潟県採用。2000年、新潟県立歴史博物館研究員。2015年、新潟県立歴史博物館学芸課学芸課長。2018年、新潟県立歴史博物館参事、2019年、専門研究員（シニアリサーチャー）。

## 研究課題
- 『民族考古学と化学分析からさぐる生業活動の諸相』新学術領域研究(研究領域提案型) 稲作と中国文明－総合稲作文明学の新構築－
- 『縄文土器で煮炊きしたものと土器の使い分けについての研究 』
- 『先史時代の儀礼食に関する研究 』
- 『博物館における縄文食プログラム策定の基礎資料収集及び新分析手法開発』
- 『日本における稲作以前の主食物の研究 』

## 所属学会
- 日本考古学協会
- 日本文化財科学会
- 日本第四紀学会
- 日本ガラス工芸学会
- アメリカ考古学協会（Society for American Archaeology）

## 著書

### 共著
- 小杉康・水ノ江和同・谷口康浩・矢野健一（編）『人と動物の関わりあい―食料資源と生業圏 (縄文時代の考古学) 』同成社 ISBN 978-4886215222（2010年10月1日）
- 小杉康・水ノ江和同・谷口康浩・矢野健一（編）『縄文文化の輪郭―比較文化論による相対化 (縄文時代の考古学) 』同成社 ISBN 978-4886215086（2010年5月1日）
- 小杉康・水ノ江和同・谷口康浩・矢野健一（編）『研究の行方―何が分からなくて何をすべきか (縄文時代の考古学) 』同成社 ISBN 978-4886214935（2010年1月1日）
- 小杉康・水ノ江和同・谷口康浩・矢野健一（編）『大地と森の中で―縄文時代の古生態系 (縄文時代の考古学) 』同成社 ISBN 978-4886214539（2009年5月1日）
- 小杉康・谷口康浩 (著)『生活空間―集落と遺跡群 (縄文時代の考古学) 』同成社 ISBN 978-4886214638（2009年3月1日）
- 小杉康・水ノ江和同・谷口康浩・矢野健一 (編)『土器を読み取る―縄文土器の情報 (縄文時代の考古学) 』同成社 ISBN 978-4886214416（2008年8月1日）
- 小杉康・水ノ江和同・谷口康浩・矢野健一（編）『人と社会―人骨情報と社会組織 (縄文時代の考古学) 』同成社 ISBN 978-4886214324（2008年4月1日）
- 小杉康・水ノ江和同・谷口康浩・矢野健一（編）『歴史のものさし―縄文時代研究の編年体系 (縄文時代の考古学)』同成社 ISBN 978-4886214201 （2008年2月1日）
- 小杉康・水ノ江和同・谷口康浩・矢野健一 (編)『心と信仰―宗教的観念と社会秩序 (縄文時代の考古学) 』同成社 ISBN 978-4886214072（2007年10月1日）
- 小杉康 (著)『ものづくり―道具製作の技術と組織 (縄文時代の考古学) 』同成社 ISBN 978-4886213990（2007年8月1日）
- 小杉康・水ノ江和同・谷口康浩・矢野健一 (編)『なりわい―食料生産の技術 (縄文時代の考古学) 』同成社 ISBN 978-4886214140（2007年12月1日）
- 小杉康・水ノ江和同・谷口康浩・矢野健一（編）『死と弔い―葬制 (縄文時代の考古学)』同成社 ISBN 978-4886213945（2007年5月1日）
- 泉拓良 (著)『縄文世界の一万年 (imidasSpecialIssue) 』集英社 ISBN 978-4081001057（1999年3月1日）

## 論文
- 西田泰民「精製土器と粗製土器 : 胎土からの検討」『東京大学文学部考古学研究室研究紀要』第3号、東京大学文学部考古学研究室、1984年10月、1-25頁、doi:10.15083/00029650、ISSN 02873850、NAID 110004727965。
- 西田泰民「額拉蘇C遺跡出土の貝殻混和土器について」『東京大学文学部考古学研究室研究紀要』第6号、東京大学文学部考古学研究室、1987年6月、45-55頁、doi:10.15083/00029627、ISSN 02873850、NAID 110004727990。
- 佐々木達夫, 西田泰民, 富沢威, 小泉好延「アラビア海沿岸出土陶磁器の元素分析」『東洋陶磁』第20/21巻、東洋陶磁学会、1990年、195-209頁、ISSN 09147764、NAID 110000545264。
- 西田泰民「土器用途論基礎考」『新潟県立歴史博物館研究紀要』第1号、新潟県立歴史博物館、2000年3月、13-25頁、ISSN 13454862、NAID 40005372836。
- 西田泰民「土器の器形分類と用途に関する考察」『日本考古学』第9巻第14号、日本考古学協会、2002年、89-104頁、doi:10.11215/nihonkokogaku1994.9.14_89、ISSN 1340-8488、NAID 130003637202。
- 八田一, 岡本佳奈, 鈴木忠司, 西田泰民「旧石器時代のヒトはどんぐりを食べていたか」『日本調理科学会大会研究発表要旨集』平成17年度日本調理科学会大会、日本調理科学会、2005年、40-40頁、doi:10.11402/ajscs.17.0.40.0、NAID 130007009568。
- Matthews Peter J, 西田泰民「残存デンプン分析の先行研究と目的」『新潟県立歴史博物館研究紀要』第7号、新潟県立歴史博物館、2006年3月、1-6頁、ISSN 13454862、NAID 40015297238。
- 西田泰民「炭化物の生成実験(2)」『新潟県立歴史博物館研究紀要』第13号、新潟県立歴史博物館、2012年3月、111-127頁、ISSN 1345-4862、NAID 40019809014。
- 西田泰民「1924年の加曾利貝塚調査」『Anthropological Science (Japanese Series)』第122巻第2号、日本人類学会、2014年、167-175頁、doi:10.1537/asj.122.167、ISSN 1344-3992、NAID 130004850388。
- 西田泰民「残存デンプン分析の進展 (文化財科学研究の最前線) -- (古環境・生業)」『考古学と自然科学 : 日本文化財科学会誌』第69号、日本文化財科学会、2015年、49-58頁、ISSN 0288-5964、NAID 40020659819。
- 西田泰民「開港直後の新潟の状況 : オランダ国立公文書館資料より」『新潟史学』第75号、新潟史学会、2017年11月、109-118頁、ISSN 0287-4946、NAID 40021408096。
- 西田泰民「アルビオン号の航海」『新潟県立歴史博物館研究紀要』第19号、新潟県立歴史博物館、2018年3月、1-14頁、ISSN 1345-4862、NAID 40021526365。
- 西田泰民「開港前の新潟滞在外国人覚書」『新潟県立歴史博物館研究紀要』第20号、新潟県立歴史博物館、2019年3月、59-66頁、ISSN 1345-4862、NAID 40021863794。
- 西田泰民「オランダ公文書館所蔵新潟関連文書解題」『新潟県立歴史博物館研究紀要』第20号、新潟県立歴史博物館、2019年3月、125-132頁、ISSN 1345-4862、NAID 40021864310。
- 西田泰民「明治3年ブラウン発オランダ貿易会社宛通信」『新潟県立歴史博物館研究紀要』第21号、新潟県立歴史博物館、2020年3月、67-74頁、ISSN 1345-4862、NAID 40022218767。
- 西田泰民「新潟県内近世近代窯業址について」『新潟県立歴史博物館研究紀要』第22号、新潟県立歴史博物館、2021年3月、61-69頁、ISSN 1345-4862、NAID 40022638204。